# Lago Walen
O Lago Walen é um lago localizado na Suíça Oriental entre o cantão de São Galo e o cantão de Glarus. Encontra-se alojado num vale dominado pelos picos da Serra Churfirsten. Tem na sua margem norte falésias com mais de 1000 metros de altura. 
Este lago fica a uma altitude de 419 metros relativamente ao nível do mar e cobre uma área de 24 km². A sua profundidade máxima é de 151 metros.